# أوليمبيا فيلدز (إلينوي)
أوليمبيا فيلدز (بالإنجليزية: Olympia Fields)‏ هي بلدة و قرية تقع في الولايات المتحدة في إلينوي. يقدر عدد سكانها بـ 4,988 نسمة .

## الموقع الجغرافي
الموقع الجغرافي للمناطق المحيطة بهذه النقطة هو كالتالي: